# Коротконожка лесная
Коротконожка лесная (лат. Brachypodium sylvaticum) — вид травянистых растений рода Коротконожка (Brachypodium) семейства Злаки (Poaceae).

## Ботаническое описание

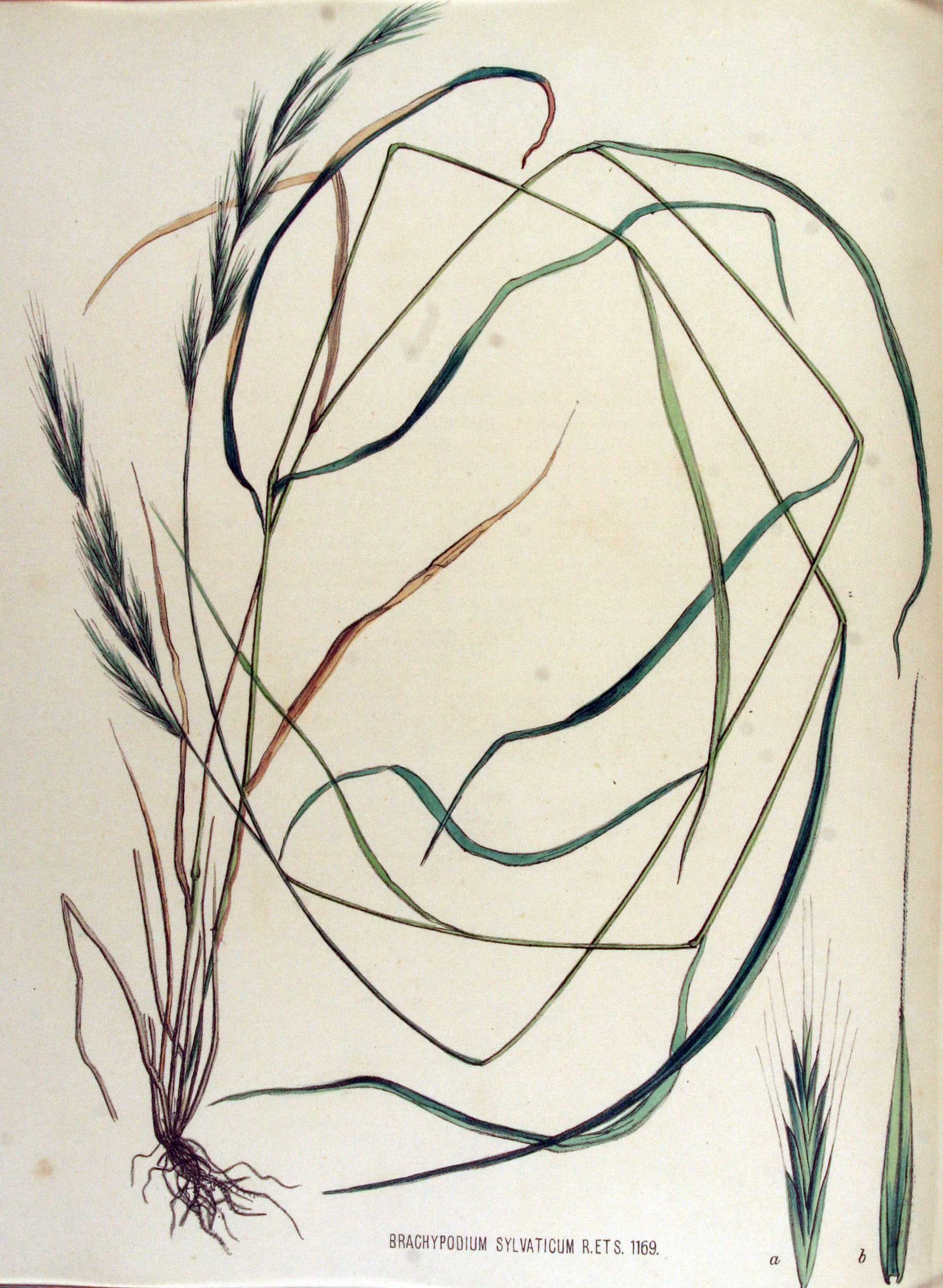

Многолетние травянистые растения. Стебли прямые, в узлах густо-волосистые, на верхушке под соцветием немного шероховатые, 50—125 см высотой. Листья тёмно-зелёные, плоские, 6—12 мм шириной, по краям и жилкам на обоих сторонах шероховатые, на верхней, кроме того, преимущественно по сторонам, а также по краям влагалищ, с редкими тонкими длинными волосками. Язычок тупой, по краю зазубренный, 2—3 мм длиной.
Соцветие нагнутое или поникающее, 8—15 см длиной, с 7—10 колосками. Колоски 2—2,5 см длиной и 2—3 мм шириной, с 7—11 цветками; цветоносы волосистые, ½—1 мм длиной и ½—⅔ мм толщиной. Колосковые чешуйки ланцетовидные, острые, коротко-волосистые; из них нижняя 3—5-жилковая, на ⅓—¼, реже почти вдвое, короче и уже верхней, которая 7-жилковая, 7—10 мм длиной и 1,5—2,5 мм шириной. Наружная прицветная чешуйка бледно-зелёная, голая, реже с редкими короткими волосками, по краям реснитчатая, ланцетовидная, 7-жилковая, около 10 мм длиной и 2,5 мм шириной; ость её у верхних цветков в колоске равна или немного длиннее чешуйки (7—12 мм длиной, у нижних цветков короче); внутренняя прицветная чешуйка на верхушке обыкновенно выемчатая. Зерновка 6—8 мм длиной и 1,5 мм шириной. 2n=18.

## Распространение и экология
Северная Африка и Евразия. Встречается в лиственных, смешанных и разреженных хвойных (преимущественно пихтовых) лесах, на лесных полянах и опушках, среди кустарников и на высокотравных лугах.

## Синонимы
- Agropyron miserum (Thunb.) Tanaka
- Agropyron nubigenum (Steud.) Nees ex Koord.
- Agropyron sylvaticum (Huds.) Chevall.
- Brachypodium barbinode Bercht. & Seidl
- Brachypodium fontanesii Nees ex Hook.f.
- Brachypodium formosanum Hayata
- Brachypodium gaditanum Talavera
- Brachypodium glabrum Candargy ex Koidz.
- Brachypodium gracile (Weigel) P.Beauv.
- Brachypodium hayatanum Honda
- Brachypodium involutum Buse
- Brachypodium kelungense Honda
- Brachypodium kurilense (Prob.) Prob.
- Brachypodium laxum Bercht. & Seidl
- Brachypodium manschuricum Kitag.
- Brachypodium miserum Koidz.
- Brachypodium nepalense Nees ex Steud.
- Brachypodium pratense Keng ex Keng f.
- Brachypodium pubescens (Peterm.) Mussajev
- Brachypodium pubifolium Hitchc.
- Brachypodium rigidulum Opiz & Bercht.
- Brachypodium scaberrimum Wight & Arn.
- Brachypodium spryginii (Tzvelev) Tzvelev
- Brachypodium wattii C.B.Clarke
- Brevipodium sylvaticum (Huds.) Á.Löve & D.Löve
- Bromus dumosus Vill.
- Bromus gracilis Weigel
- Bromus patentissimus Weigel
- Bromus silvaticus J.F.Gmel.
- Bromus sylvaticus (Huds.) Lyons
- Bromus triflorus Ehrh.
- Elymus nubigenus (Steud.) Á.Löve
- Festuca calamaria Sm.
- Festuca gracilis (Weigel) Moench
- Festuca misera Thunb.
- Festuca nepalensis Steud.
- Festuca sylvatica Huds.basionym
- Poa misera (Thunb.) Koidz.
- Poa quadriflora Moench ex Steud.
- Poa remota Fr. ex Nyman
- Poa sabauda Suter
- Poa subnuda J.F.Gmel.
- Polypogon miser (Thunb.) Makino
- Schedonorus calamarius (Sm.) P.Beauv.
- Tragus gracilis (Weigel) B.D.Jacks.
- Triticum barbinode Tausch ex Trevir.
- Triticum gracile (Weigel) Brot.
- Triticum involutum (Buse) Miq.
- Triticum nubigenum Steud.
- Triticum scaberrimum Steud.
- Triticum sylvaticum (Huds.) Moench
- Triticum teretiflorum Wibel

и другие.